# Wilbur Thompson
Wilbur Marvin Thompson (Frankfort (South Dakota), 6 april 1921 - Long Beach (Californië), 25 december 2013) was een Amerikaans atleet.

## Loopbaan
Thompson won tijdens de Olympische Zomerspelen 1948 in het Britse Londen de gouden medaille bij het kogelstoten in een olympisch record van 17,12 meter

## Persoonlijke records
| Onderdeel   | Prestatie | Datum |
| ----------- | --------- | ----- |
| kogelstoten | 17,12m    | 1948  |

## Belangrijkste prestaties

### Kogelstoten
| Jaar | Wedstrijd | Plaats | Afstand   |
| ---- | --------- | ------ | --------- |
| 1948 | OS        | Goud   | 17,12m OR |